# 강진축구
《강진축구》는 세계 최초의 온라인 축구 게임으로서 게임파라디소가 2000년 10월에 출시하였다. 그 당시 FIFA 99 등의 싱글형 패키지 게임에 익숙해 있던 게이머들에게 온라인에서 다른 유저들과 모여 플레이 할 수 있다는 자체만으로도 큰 반향을 일으켰다. 간단한 조작과 개성있는 스킬을 가진 캐릭터들을 이용한 전략적인 팀플레이의 재미로 100만이 넘는 회원과 높은 동시접속률을 기록했다. 강진축구는 아담게임을 통해 오픈 후 6개월 뒤 정액제의 정식 서비스를 실시한다. 그 후 강진축구의 게임성을 눈여겨 본 넷마블이 2002년 게임 라이선스를 구입하여 게임 사이트 넷마블에서 부분유료로 서비스하기 시작했다. 약 8년간 서비스 되었으며 2007년 4월 서비스를 종료하였다.

## 특징
- 온라인상으로 20명이 동시에 즐길 수 있는 2D 축구 게임
- 다양한 모드
- 무료이용
- 프로선수 등록 유료